# 長谷部愛
長谷部 愛（はせべ あい、1981年8月28日 - ）は、日本の気象予報士、防災士。東京造形大学特任教授。

## 来歴・人物
- 神奈川県藤沢市[4]出身。神奈川県立七里ガ浜高等学校、信州大学教育学部[5]卒業。中学校・高等学校教員免許（数学・国語）所持。2012年10月気象予報士登録。
- 大学卒業後、各地のテレビ局・ラジオ局[6][7]でキャスター、ディレクター業を経験。2018年度から東京造形大学の特任教授として天気と芸術を主題にした講義を行っている。2013年からはTBSラジオやYahoo!天気・災害動画などメディアを中心に気象情報を伝えている。
- 趣味は絵画・漫画鑑賞、料理、ヨガ、バスケットボール。

## 現在の担当番組

### ラジオ
- TBSラジオ - 気象キャスター
  - 森本毅郎・スタンバイ!
  - パンサー向井の#ふらっと[8]
  - ジェーン・スー 生活は踊る
  - こねくと
  - 荻上チキ・ Session
  - TBSニュース
  - Brand-New Morning

## 過去の担当・出演番組

### ラジオ

#### TBSラジオ
- 伊集院光とらじおと
- 土曜ワイドラジオTOKYO　永六輔その新世界
- 土曜ワイドラジオTOKYO ナイツのちゃきちゃき大放送
- 大沢悠里のゆうゆうワイド
- 生島ヒロシのおはよう定食
- 生島ヒロシのおはよう一直線

#### TBSラジオ以外
- くにまる食堂（文化放送、2024年3月12日）、12時台ゲスト
- 長野智子アップデート（文化放送、2025年3月3日）
- Dream HEART（TOKYO FM、2024年6月1日）

### テレビ
- あいテレビ　Nスタえひめ
- TBSテレビ　THE TIME,（2025年3月24日）

## 著書
- 長谷部愛『天気でよみとく名画 ──フェルメールのち浮世絵、ときどきマンガ』中央公論新社〈中公新書ラクレ 810〉、2024年2月10日。ISBN 978-4-12-150810-2。

ウェザーマップ名義共著
- 森朗（監修）、森田正光（監修）、ウェザーマップ『気候危機がサクッとわかる本』東京書籍、2022年4月24日。ISBN 978-4-487-81572-2。 NCID BC14192451。